# En avoir (ou pas)
Pour plus de détails, voir Fiche technique et Distribution.
En avoir (ou pas) est un film français réalisé par Lætitia Masson et sorti en 1995.

## Synopsis
Alice est virée de son travail dans une poissonnerie ; elle quitte son copain et décide de partir. Du « nord, là-haut », elle arrive à Lyon à la recherche d'un nouveau travail. Là, elle loge à l'Idéal Hôtel où elle croise Bruno, ouvrier dans le bâtiment, ami du gardien de nuit, qui l'héberge provisoirement. Deux solitudes se rencontrent.

## Fiche technique
- Titre : En avoir (ou pas)
- Réalisation : Laetitia Masson
- Scénario : Laetitia Masson
- Photographie : Caroline Champetier
- Montage : Yann Dedet et Babeth Si Ramdane
- Production : Georges Benayoun, François Cuel et Françoise Guglielmi
- Sociétés de production : CLP - Dacia Films
- Société de distribution : UGC Fox Distribution (France)
- Pays de production :  France
- Genre : drame et romance
- Durée : 89 minutes
- Dates de sortie : 
  - France : 27 décembre 1995

## Distribution
- Sandrine Kiberlain : Alice
- Arnaud Giovaninetti : Bruno
- Roschdy Zem : Joseph
- Mehdi Belhaj Kacem : l'écrivain